# Jitkov
Jitkov är en ort i Tjeckien.   Den ligger i regionen Vysočina, i den centrala delen av landet, 110 km sydost om huvudstaden Prag. Jitkov ligger 544 meter över havet och antalet invånare är 187.
Terrängen runt Jitkov är huvudsakligen platt, men norrut är den kuperad. Terrängen runt Jitkov sluttar västerut. Runt Jitkov är det ganska glesbefolkat, med 43 invånare per kvadratkilometer. Närmaste större samhälle är Havlíčkův Brod, 12,1 km sydväst om Jitkov. Trakten runt Jitkov består till största delen av jordbruksmark.